# هارون مونتجومري وارد
هارون مونتجومري وارد (بالإنجليزية: Aaron Montgomery Ward)‏ هو شخصية أعمال أمريكي، ولد في 17 فبراير 1843 في شاتهام في الولايات المتحدة، وتوفي في 7 ديسمبر 1913 في شيكاغو في الولايات المتحدة.

## وصلات خارجية
- هارون مونتجومري وارد على موقع الموسوعة البريطانية (الإنجليزية)
- هارون مونتجومري وارد على موقع إن إن دي بي (الإنجليزية)